# Srževica
Srževica este o localitate din comuna Šentjur, Slovenia, cu o populație de 89 de locuitori.